# Keji (Muntilan)
Keji is een bestuurslaag in het regentschap Magelang van de provincie Midden-Java, Indonesië. Keji telt 5887 inwoners (volkstelling 2010).